# Leggi di Gossen
Le leggi di Gossen, dal nome dell'economista tedesco Hermann Heinrich Gossen (1810-1858), sono tre leggi riguardanti l'economia:
1. la legge dell’estensione o principio dell’utilità marginale decrescente;
2. la legge della ripetizione o principio di perequazione delle utilità marginali ponderate;
3. la legge della scarsità.

## Prima legge di Gossen

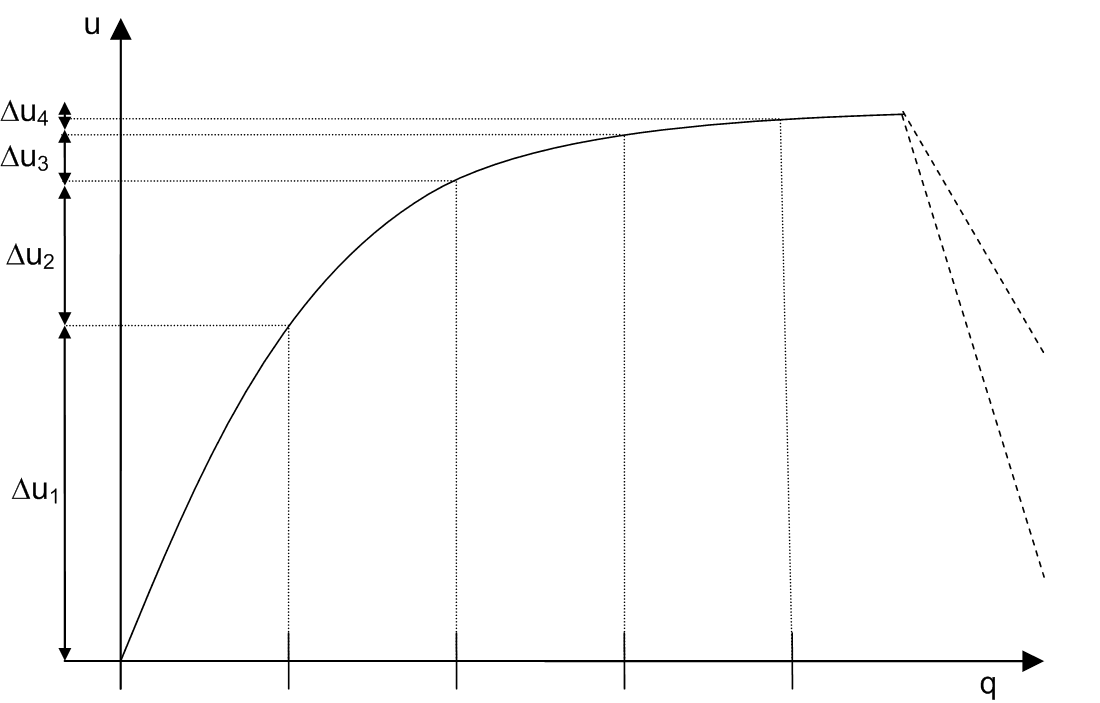
Diminuzione dell'utilità marginale in funzione della quantità consumata (u = utilità, Δu = variazione dell'utilità marginale, q = quantità consumata).

Gossen parte dall'osservazione che nel caso di un piacere che continua a essere soddifatto senza interruzione, la sua intensità, inizialmente elevata, cala fino ad azzerarsi e analizza il bisogno di soddisfare tale piacere, per cui questa prima legge viene anche chiamata legge della diminuzione dell’intensità dei bisogni o legge della sazietà dei bisogni. Egli, inoltre, afferma che la forma della curva che rappresenta la soddisfazione di un bisogno (utilità) in funzione della quantità di beni acquisiti per soddisfarlo varia a seconda degli individui e, per lo stesso individuo, da un bisogno all'altro, sotto l'influenza di soddisfazioni successive.
Ciò si può rendere considerando un andamento logaritmico dell'utilità, cioè sempre crescente, ma sempre più lentamente rispetto alla quantità nel tempo, che, nel caso di {\displaystyle k} bisogni, si può rappresentare con la seguente formula:
{\displaystyle U} = {\displaystyle a_{1}}{\displaystyle ln(x_{1})} + {\displaystyle a_{2}}{\displaystyle ln(x_{2})} + {\displaystyle ...} + {\displaystyle a_{k}}{\displaystyle ln(x_{k})}
con {\displaystyle x_{k}} che indica la quantità di bene acquisita e {\displaystyle U} l'utilità complessiva.
In base a ciò, la prima legge si può formulare dicendo che, {\displaystyle \forall }{\displaystyle i=1,2,...,k}:
{\displaystyle \ U_{x_{i}}'=\partial U/\partial x_{i}=a_{i}/x_{i}>0}
{\displaystyle \ U_{x_{i}}''=\partial U_{x_{i}}'/\partial x_{i}=-a_{i}/x_{i}^{2}<0}
Ossia la derivata prima è sempre positiva, quindi la curva è sempre crescente, e la derivata seconda è sempre negativa, quindi la curva è concava.
Tale legge è stata riformulata in seguito da due economisti austriaci come segue;
1. Friedrich von Wieser sostituisce l'analisi del piacere con l'analisi del desiderio di utilizzare le varie unità di un bene;
2. Hans Mayer introduce la dimensione temporale nel piano di consumo dell'individuo e si differenzia da uno studio sui bisogni edonistici. Egli ritiene che il soggetto non dia priorità ai suoi bisogni nell'ordine in cui si manifestano, ma in ordine di importanza. E un bisogno di pari intensità che si manifesta periodicamente deve essere considerato di identico valore per ciascun periodo del piano di consumo. Ciò stabilisce la nozione di periodicità dei bisogni nel tempo.

## Seconda legge di Gossen
Quando una sensazione piacevole viene ripetuta, il grado di intensità del piacere e la sua durata diminuiscono ad ogni ripetizione. L'intensità e la durata diminuiscono più rapidamente man mano che le ripetizioni si susseguono rapidamente. Questi risultati sono coerenti con gli approcci marginalisti: per questi il consumatore nell'atto di acquisto si impegna ad utilizzare ogni ulteriore unità di moneta pur di mantenere lo stesso livello di soddisfazione. (In termini marginalisti: l'utilità marginale, divisa per il prezzo marginale, deve essere massima o almeno identica per tutti i beni acquistati, tenendo conto del vincolo di bilancio.
Pertanto, se uno dei beni acquistati genera una soddisfazione marginale minore, allora il consumatore deve rinunciare a qualsiasi ulteriore acquisto di quel bene, per dedicare le sue unità monetarie disponibili all'acquisto di altri beni, e ottenere così maggiore o almeno altrettanta soddisfazione.
Matematicamente, in una situazione di equilibrio, un agente razionale alloca le sue spese in modo tale che il rapporto utilità marginale/prezzo (costo marginale di acquisizione) sia uguale per tutti i beni e servizi.
Consideriamo un agente economico che consuma diversi beni in modo tale che le sue preferenze possano essere rappresentate da una funzione di utilità, denotata {\displaystyle U}, Quando {\displaystyle x_{k}}, sono le quantità consumate di {\displaystyle k} merce {\displaystyle i=1,2,...,i,j...,k}:
{\displaystyle U:{\begin{array}{lcl}\mathbb {R} ^{+}\times \mathbb {R} ^{+}&\rightarrow &\mathbb {R} ^{+}\\(x_{1},...,x_{k})&\mapsto &U(x_{1},...,x_{k})\end{array}}}
Conoscere le utilità marginali dei beni generici {\displaystyle i} e {\displaystyle j}:
{\displaystyle \ U_{x_{i}}'=\partial U/\partial x_{i}}
{\displaystyle \ U_{x_{j}}'=\partial U/\partial x_{j}}
Lo afferma la seconda legge di Gossen:
{\displaystyle {\frac {\partial U/\partial x_{i}}{p_{i}}}={\frac {\partial U/\partial x_{j}}{p_{j}}}\,\forall \left(i,j\right)}
dove:
{\displaystyle p_{i}} è il prezzo di {\displaystyle i} -esimo bene o servizio e {\displaystyle p_{j}}, quello di {\displaystyle j} -esimo bene o servizio.

## Terza legge di Gossen
La terza legge postula che i beni economici non hanno disponibilità illimitata e ciò implica la possibilità di una relativa scarsità, ossia di un possibile divario tra disponibilità e bisogno. Da ciò emrge il valore economico. Infatti, poiché l'utilità marginale diminuisce con il consumo, un bene ha valore solo se la sua disponibilità è inferiore a quella richiesta per generare sazietà, altrimenti, saziato il desiderio, la richiesta si annulla e quindi anche il valore.